# Thomisus scrupeus
Thomisus scrupeus là một loài nhện trong họ Thomisidae.
Loài này thuộc chi Thomisus. Thomisus scrupeus được Eugène Simon miêu tả năm 1886.